# Gura Vitioarei
Gura Vitioarei es una comuna ubicada en el distrito de Prahova, Rumania.

## Superficie
Posee una superficie de 32,77 kilómetros cuadrados.

## Demografía
Hasta 2021 la población era de 5571 habitantes, con una densidad de población de 170,0 habitantes por kilómetro cuadrado.